# Brian Gibson
Brian Gibson (ur. 22 września 1944 w Southend-on-Sea, zm. 4 stycznia 2004 tamże) – brytyjski reżyser i producent filmowy i telewizyjny, scenarzysta, dokumentalista.

## Życiorys
Urodził się w Southend-on-Sea w hrabstwie Essex. Jego matka, Victoria, była sprzedawczynią, a ojciec stolarzem. Miał siostrę. Uczęszczał do Southend High School, a następnie zdobył stypendium państwowe w St Catharine’s College w Cambridge, gdzie studiował medycynę. Po ukończeniu studiów postanowił jednak studiować historię nauki w Darwin College na Uniwersytecie Cambridge. W tym okresie przez kilka lat był redaktorem magazynu „Granta”. Ostatecznie jednak wybrał karierę reżysera. 
Pracował dla BBC jako reżyser dokumentalista. W 1976 powstał jego pierwszy film fabularny Where Adam Stood. Bardziej znanym uczynił go komediodramat Blue Remembered Hills (1979) z Helen Mirren. Zrealizował film telewizyjny HBO Mordercy są wśród nas (Murderers Among Us: The Simon Wiesenthal Story, 1989) z Benem Kingsleyem, Craigiem T. Nelsonem i Paulem Freemanem oraz miniserial NBC Wojny narkotykowe - Camarena (Drug Wars: The Camarena Story, 1990) z Benicio del Toro, Stevenem Bauerem i Miguelem Ferrerem. 
Gibson otrzymał Emmy i Nagrodę Amerykańskiej Gildii Reżyserów Filmowych za film telewizyjny HBO Historia Josephine Baker (The Josephine Baker Story, 1991) z udziałem Rubéna Bladesa, Davida Dukesa i Louisa Gossetta Jr.
Od lat 80. pracował w USA, obok filmów fabularnych tworzył również produkcje telewizyjne na potrzeby stacji HBO. Podczas dwunastu lat spędzonych w Hollywood dawał co roku jedną dziesiątą swoich dochodów na cele charytatywne i na edukację dzieci w niekorzystnej sytuacji. 
Jego najbardziej znanymi filmami były:
- 1986: Duch II (Poltergeist II: The Other Side)
- 1993: Tina (Tina – What's Love Got To With It; biografia Tiny Turner)
- 1996: Pod presją (The Juror)

Był właścicielem firmy produkującej filmy reklamowe oraz teledyski. Był współproducentem filmu Julie Taymor Frida (2002) z Salmą Hayek i Alfredem Moliną.
Jego żoną była aktorka Lynn Whitfield (odtwórczyni głównej roli w filmie telewizyjnym HBO The Josephine Baker Story); małżeństwo, z którego urodziła się córka, zakończyło się rozwodem w 1992. Także kolejna żona Gibsona, Paula Guarderas, urodziła córkę.
Zmarł 4 stycznia 2004 w Londynie na mięsaka kości w wieku 59 lat. 